# 重量分析法
重量分析是分析化學中一種以分析物固體質量為基礎來測量的定量測定方法。測量水樣中的固體懸浮物即是一個簡單的例子，過濾一已知體積的水並收集其固體物質後秤重。
在大部分情況下，分析物必須先以適合的試劑使其沉澱後轉換成固體，沉澱物再經由過濾，洗滌，乾燥以除去溶液的水分並秤重後收集。透過沉積物的質量與其化學成分即能計算出分析物在原始樣品的量。
在其他情況下，以蒸發來去除分析物會更簡單，分析物或許可由低溫環境收集或吸收材質，如活性碳，直接測量。或者樣品可以在乾燥前與乾燥後秤重，取 其差值即可知分析物所損失的質量。這種方法在測量含水混合物，如食品，特別有用。

## 步驟
1. 如果樣品不是不可溶的，則使樣品溶解。
2. 溶液可能會被調整pH值（如此一來，便會產生正確的沉澱物，或可用來抑制其他沉澱物產生）
3. 沉澱劑加入的濃度，有利於形成一個“好”沉澱物（见下）這可能需要低濃度，大量的加熱（通常被描述為“digestion”），或仔細的調控pH值。可以幫助digestion的共沉澱減少。
4. 當沉澱已產生並可"digest"，須小心過濾溶液。選擇适当的過濾器篩過沉澱物，越小的顆粒越難過濾。
  - 根據指示的步驟，過濾器可能是一無灰濾紙裝在一凹槽漏斗，或一過濾用的坩堝。濾紙的便利之處是在於不太需要在使用前清潔；然而濾紙可能受一些溶液所汙染（如濃酸或濃鹼），或可能被溶液內大體積的物質穿破。
  - 另一種方法是用一具多孔材質製成底部的坩堝，如燒結的玻璃、瓷器或金屬。即便是在高溫之下，這些物質不大會起化學反應並且穩定。然而，它們必須仔細地清洗，以盡量減少污染或交叉污染。坩堝經常與玻璃纖維或石綿心網來過濾小顆粒。
  - 溶液過濾完後，還須經過測試來確定分析物已完全沉澱。加入幾滴沉澱劑即可知道沉澱是否完全，若觀察的到沉澱產生，則沉澱不完全。
5. 過濾完成後，將沉澱物與濾紙或坩堝一起加熱，這樣可以達到三個目的：
  - 第一，將剩餘的水分去除(乾燥)。
  - 第二，沉澱物可轉換成更穩定的化學結構。例如，鈣離子可以藉由草酸根離子，產生草酸鈣（CaC2O4）沉澱然後，再藉由加熱，將其轉化成氧化物（CaO）。確定秤量沉澱物的實驗式是非常重要的，若是，則沉澱物是純的。若存在兩種結構，則結果將會不準確。
  - 第三，沉澱物不能在濾紙上秤重，亦不能為了秤重而將濾紙上的沉澱物去除，這會使重要的精確度失準。沉澱物可在坩堝內小心加熱至濾紙被燒毀，剩下的皆為沉澱物。(正如其名所示，使用“無灰”濾紙不會使沉澱物受汙染。)
6. 在沉澱物冷卻後(最好放置於乾燥器內，以避免沉澱物吸收水分)，再秤重(在坩堝內)。將坩堝的質量從總質量減去，即可得分析物的沉澱物的質量。當知道沉澱物的成分之後，即可簡單地計算出分析物在原始樣品中的質量。

## 範例
用濃硝酸與氯酸鉀將一大塊礦石的硫全部轉換成硫酸鹽（SO42-）。再用濃HCl處理該溶液，除去硝酸鹽和氯酸鹽。硫酸鹽與鋇離子（Ba2+）反應沉澱後將硫酸鋇秤重。

## 優點
重量分析，如果有小心遵守法則，可提供極其精確的分析。事實上，重量分析用來確定許多元素的原子量，可達小數點後第六位數精確度。重力測量儀器的誤差很小，並且不需要以一系列標準來計算未知物。此外，此法通常不需要昂貴的設備。重量分析，由於其高度的準確性，當正確執行時，亦可當作參考值來校準其他儀器。

## 缺點
重量分析在相同時間內通常只能分析一個單一元素，或一組有限的元素。相較於現代瞬間動態燃燒，氣相色譜加上傳統的燃燒分析，前者速度更快，並可同時測定多種元素，而傳統的只能分析碳和氫的測定。此法令人費解並常因一個些微的步驟錯誤造成整個分析錯誤(如膠體形成沉澱)。相較於其他困難的方法，如分光光度法，人們會發現這些方法更有效率。

## 外部連結
- 重量Quimociac技術 （页面存档备份，存于）